# Снятинська міська рада
Сня́тинська міська́ ра́да — адміністративно-територіальна одиниця та орган місцевого самоврядування у Снятинському районі Івано-Франківської області. Адміністративний центр — місто Снятин.

## Загальні відомості
- Територія ради: 35,29 км²
- Населення ради: 10 083 особи (станом на 2015 рік)
- Територією ради протікає річка Прут

## Населені пункти
Міській раді підпорядковані населені пункти:
- м. Снятин

## Склад ради
Рада складається з 36 депутатів та голови.
- Голова ради: Шумко Анатолій Богданович
- Секретар ради: Орищук Марія Іванівна

### Керівний склад попередніх скликань
| Прізвище, ім'я, по батькові | Основні відомості                                                                                | Дата обрання | Дата звільнення |
| --------------------------- | ------------------------------------------------------------------------------------------------ | ------------ | --------------- |
| Беца Віталій Васильович     | Міський голова, 1970 року народження, безпартійний                                               | 26.03.2006   | 31.10.2010      |
| Шумко Анатолій Богданович   | Міський голова, 1964 року народження, освіта вища, член Всеукраїнського об'єднання «Батьківщина» | 31.10.2010   |                 |

Примітка: таблиця складена за даними сайту Верховної Ради України

### Депутати
За результатами місцевих виборів 2010 року депутатами ради стали:

#### За суб'єктами висування
| Суб'єкт висування                                       | Кількість обраних депутатів | %    |
| ------------------------------------------------------- | --------------------------- | ---- |
| Політична партія Всеукраїнське об'єднання «Батьківщина» | 14                          | 38,9 |
| Політична партія «Фронт Змін»                           | 4                           | 11,1 |
| Українська республіканська партія «Собор»               | 4                           | 11,1 |
| Політична партія «Наша Україна»                         | 3                           | 8,3  |
| Громадянська партія «Пора»                              | 2                           | 5,6  |
| Партія регіонів                                         | 2                           | 5,6  |
| Політична партія Всеукраїнське об'єднання «Свобода»     | 2                           | 5,6  |
| Партія «Відродження»                                    | 1                           | 2,8  |
| Політична партія Конгрес Українських Націоналістів      | 1                           | 2,8  |
| Політична партія Народний Рух України                   | 1                           | 2,8  |
| Політична партія «Сильна Україна»                       | 1                           | 2,8  |
| Соціалістична партія України                            | 1                           | 2,8  |

#### За округами
| № округу                                                | Прізвище, ім'я, по батькові      | Дата визнання обраним | Освіта             | Партійна приналежність                           | Відомості про обраного депутата                        |
| ------------------------------------------------------- | -------------------------------- | --------------------- | ------------------ | ------------------------------------------------ | ------------------------------------------------------ |
| Громадянська партія «ПОРА»                              |                                  |                       |                    |                                                  |                                                        |
| б/м                                                     | Івлєв Олександр Васильович       | 08.11.2010            | вища               | член Громадянської партії «ПОРА»                 | Снятинська ДЮСШ «Колос», тренер-викладач               |
| 2                                                       | Сандуляк Олег Ігорович           | 05.11.2010            | середня            | позапартійний                                    | тимчасово не працює                                    |
| Партія «ВІДРОДЖЕННЯ»                                    |                                  |                       |                    |                                                  |                                                        |
| 3                                                       | Петришин Ігор Дмитрович          | 05.11.2010            | середня спеціальна | член Партії «ВІДРОДЖЕННЯ»                        | ВАТ «Опас» 12699 м. Івано-Франківськ, директор         |
| Партія регіонів                                         |                                  |                       |                    |                                                  |                                                        |
| б/м                                                     | Бойчук Іван Васильович           | 08.11.2010            | вища               | член Партії регіонів                             | приватний підприємець                                  |
| б/м                                                     | Столиця Роман Антонович          | 08.11.2010            | вища               | позапартійний                                    | Управління ветеринарної медицини, начальник управління |
| Політична партія Всеукраїнське об'єднання «Батьківщина» |                                  |                       |                    |                                                  |                                                        |
| б/м                                                     | Марусяк Микола Михайлович        | 08.11.2010            | вища               | позапартійний                                    | Святотроєцький собор м. Снятин, священнослужитель      |
| б/м                                                     | Герман Ярослав Володимирович     | 08.11.2010            | вища               | член Всеукраїнського об'єднання «Батьківщина»    | приватний підприємець                                  |
| б/м                                                     | Чипига Володимир Михайлович      | 08.11.2010            | вища               | позапартійний                                    | редакція газети «Снятинська Вежа», головний редактор   |
| б/м                                                     | Анатійчук Іван Михайлович        | 08.11.2010            | середня            | позапартійний                                    | приватний підприємець                                  |
| б/м                                                     | Куравський Микола Степанович     | 08.11.2010            | вища               | член Всеукраїнського об'єднання «Батьківщина»    | приватний підприємець                                  |
| 1                                                       | Михайлович Лев Володимирович     | 05.11.2010            | вища               | позапартійний                                    | пенсіонер                                              |
| 4                                                       | Карий Володимир Михайлович       | 05.11.2010            | вища               | член Всеукраїнського об'єднання «Батьківщина»    | «Прут-Принт» м. Снятин, директор                       |
| 6                                                       | Беца Юрій Федорович              | 05.11.2010            | вища               | позапартійний                                    | тимчасово не працює                                    |
| 13                                                      | Орищук Марія Іванівна            | 05.11.2010            | вища               | член Всеукраїнського об'єднання «Батьківщина»    | Відділ культури Снятинської РДА, заступник начальника  |
| 14                                                      | Кушик Віктор Володимирович       | 05.11.2010            | вища               | член Всеукраїнського об'єднання «Батьківщина»    | приватний підприємець                                  |
| 15                                                      | Тимофійчук Василь Дмитрович      | 05.11.2010            | вища               | член Всеукраїнського об'єднання «Батьківщина»    | ЦРЛ м. Снятин, завідувач діагностичного відділення     |
| 16                                                      | Гуцуляк Ігор Михайлович          | 05.11.2010            | вища               | позапартійний                                    | Міська рада м. Снятин, завідувач юридичного відділу    |
| 17                                                      | Матеїк Володимир Мирославович    | 05.11.2010            | вища               | член Всеукраїнського об'єднання «Батьківщина»    | приватний підприємець                                  |
| 18                                                      | Варварук Світлана Петрівна       | 05.11.2010            | середня            | позапартійна                                     | приватний підприємець                                  |
| Політична партія Всеукраїнське об'єднання «Свобода»     |                                  |                       |                    |                                                  |                                                        |
| б/м                                                     | Семйонів-Лучик Надія Тарасівна   | 08.11.2010            | вища               | член Всеукраїнського об'єднання «Свобода»        | тимчасово не працює                                    |
| б/м                                                     | Ленько Віктор Онуфрійович        | 08.11.2010            | вища               | член Всеукраїнського об'єднання «Свобода»        | ТзОВ «Ефа», директор                                   |
| Політична партія Конгрес Українських Націоналістів      |                                  |                       |                    |                                                  |                                                        |
| б/м                                                     | Томаш Ярослав Володимирович      | 08.11.2010            | вища               | член Конгресу Українських Націоналістів          | Снятинський районний будинок культури, директор        |
| Політична партія Народний Рух України                   |                                  |                       |                    |                                                  |                                                        |
| б/м                                                     | Онищук Сергій Миронович          | 08.11.2010            | вища               | член Народного Руху України                      | центр дитячої та юнацької творчості, директор          |
| Політична партія «Наша Україна»                         |                                  |                       |                    |                                                  |                                                        |
| б/м                                                     | Савойко Роман Адамович           | 08.11.2010            | вища               | член Політичної партії «Наша Україна»            | тимчасово не працює                                    |
| 7                                                       | Сащук Сергій Євгенович           | 05.11.2010            | середня            | член Політичної партії «Наша Україна»            | СПК «Колос», інструктор                                |
| 9                                                       | Сметанюк Василь Михайлович       | 05.11.2010            | вища               | член Політичної партії «Наша Україна»            | пенсіонер                                              |
| Політична партія «Сильна Україна»                       |                                  |                       |                    |                                                  |                                                        |
| б/м                                                     | Савчук Василь Васильович         | 08.11.2010            | вища               | член Політичної партії «Сильна Україна»          | приватний підприємець                                  |
| Політична партія «Фронт Змін»                           |                                  |                       |                    |                                                  |                                                        |
| б/м                                                     | Шувальська Ірина Іванівна        | 08.11.2010            | вища               | член Політичної партії «Фронт Змін»              | ТзОВ «Захід», менеджер по продажу                      |
| б/м                                                     | Шувальський Максим Володимирович | 08.11.2010            | вища               | член Політичної партії «Фронт Змін»              | ДП «Захід Авто», начальник департаменту                |
| б/м                                                     | Яценюк Ярослав Михайлович        | 08.11.2010            | вища               | член Політичної партії «Фронт Змін»              | Снятинський сільськогосподарський технікум, викладач   |
| 12                                                      | Герещук Микола Богданович        | 05.11.2010            | середня            | член Політичної партії «Фронт Змін»              | приватний підприємець                                  |
| Соціалістична партія України                            |                                  |                       |                    |                                                  |                                                        |
| 5                                                       | Вірченко Валерій Вікторович      | 05.11.2010            | вища               | член Соціалістичної партії України               | приватний підприємець                                  |
| Українська республіканська партія «Собор»               |                                  |                       |                    |                                                  |                                                        |
| б/м                                                     | Ленько Володимир Онуфрійович     | 08.11.2010            | середня            | член Української республіканської партії «Собор» | приватний підприємець                                  |
| 8                                                       | Киктик Роман Михайлович          | 05.11.2010            | середня спеціальна | член Української республіканської партії «Собор» | приватний підприємець                                  |
| 10                                                      | Дороніна Тетяна Олексіївна       | 05.11.2010            | середня спеціальна | позапартійна                                     | КП «Водоканал» м. Снятин, контролер                    |
| 11                                                      | Сідлярчук Любомир Тарасович      | 05.11.2010            | вища               | член Української республіканської партії «Собор» | ВАТ КБ «Надра» м. Снятин, начальник відділення         |